# Provinciale weg 241
De provinciale weg N241 loopt van de N248 bij Schagen naar de A7 bij Wognum en kruist de N242 bij Verlaat. De weg loopt tussen de N248 en de N242 grotendeels van noord naar zuid. Tussen de N242 en de A7 buigt de weg naar het oosten af.
Het noordelijke gedeelte van de N241 tussen Schagen (N248) en Verlaat (N242) wordt de Provinciale weg genoemd. Dit gedeelte gaat door de gemeentes Schagen en Hollands Kroon en passeert de plaatsen Schagen, Haringhuizen, Zijdewind, 't Veld, De Weel en komt uit bij Verlaat.
Het oostelijke gedeelte van de N241, tussen Verlaat en Wognum, heeft plaatselijk de naam "A.C. de Graafweg", vernoemd naar de West-Friese verzetsleider Adrie de Graaf. Dit gedeelte loopt door de gemeentes Dijk en Waard, Opmeer en Medemblik. Hierbij worden de dorpen Verlaat, De Noord, Oude Niedorp, Opmeer en Wognum gepasseerd.
De N241 maakt deel uit van de uitwijkroutes U25 en U26.

## Projecten N241

### N241 Noord (Provinciale weg)
Vanwege het grote aantal ongelukken dat op dit weggedeelte heeft plaatsgevonden heeft de provincie Noord-Holland besloten dit tracé duurzaam veilig in te richten. Dit betekent dat alle kruispunten zullen verdwijnen of worden vervangen door rotondes. In totaal acht stuks. Het nieuwe ontwerp gaat uit van een hoofdrijbaan met aan beide zijden een parallelweg. Hierbij is de hoofdrijbaan bestemd voor doorgaand verkeer. De vervallen kruisingen zullen worden aangesloten op de parallelwegen. De parallelweg aan de oostzijde is voornamelijk voor (doorgaand) landbouw- en bestemmingsverkeer, terwijl de parallelweg aan de westzijde wordt ingericht als fietsstraten voor doorgaand fiets- en bestemmingsverkeer, waarbij de inrichting mede afhankelijk is van het verkeersaanbod. De hoofdrijbaan blijft een maximale snelheid van 80 km/h houden en zal alleen toegestaan zijn voor gemotoriseerde voertuigen. Het landbouwverkeer zal over de parallelweg moeten rijden. Zowel de parallelweg als de fietsstraten krijgen een maximale toegestane snelheid van 60 km/h. Ten behoeve van dit project is begin 2014 begonnen met het verleggen van kabels en leidingen rond de weg. De daadwerkelijke uitvoering is begin 2015 begonnen en in 2017 voltooid.
In 2012/2013 zijn de kruispunten met de N242 vervangen door een rotonde. Hier lagen eerst twee aan één gesloten T-kruisingen. Doordat deze rotonde er is gekomen moest ook de brug over het Kanaal Omval-Kolhorn vervangen worden door een nieuwe en bredere brug.

### N241 Oost (A.C. de Graafweg)
Vanwege de vele ongevallen die op dit traject plaatsvonden is dit gedeelte van de N241 tussen 2022 en 2024 opnieuw ingericht. De weg is verbreed, nieuwe rotondes zijn aangelegd en ook het fietspad is vernieuwd.
N23 · N194 · N196 · N197 · N198 · N199 · N200 · N201 · N202 · N203 · N204 · N205 · N206 · N207 · N208 · N209 · N210 · N211 · N212 · N213 · N214 · N215 · N216 · N217 · N218 · N219 · N220 · N221 · N222 · N223 · N224 · N225 · N226 · N227 · N228 · N229 · N230 · N231 · N232 · N233 · N234 · N235 · N236 · N237 · N238 · N239 · N240 · N241 · N242 · N243 · N244 · N245 · N246 · N247 · N248 · N249 · N250 · N307

N401 · N402 · N403 · N404 · N405 · N406 · N407 · N408 · N409 · N410 · N411 · N412 · N413 · N414 · N415 · N416 · N417 · N418 · N419 · N420 · N421 · N439 · N440 · N441 · N442 · N443 · N444 · N445 · N446 · N447 · N448 · N449 · N450 · N451 · N452 · N453 · N454 · N455 · N456 · N457 · N458 · N459 · N460 · N461 · N462 · N463 · N464 · N465 · N466 · N467 · N468 · N469 · N470 · N471 · N472 · N473 · N474 · N475 · N476 · N477 · N478 · N479 · N480 · N481 · N482 · N483 · N484 · N487 · N488 · N489 · N490 · N491 · N492 · N493 · N494 · N495 · N496 · N497 · N498 · N501 · N502 · N503 · N504 · N505 · N505 (Andijk) · N506 · N507 · N508 · N509 · N510 · N511 · N512 · N513 · N514 · N515 · N516 · N517 · N518 · N519 · N520 · N521 · N522 · N523 · N524 · N525 · N526 · N527 · N806 · N830 · N848

Cursief vermelde wegen zijn voormalige Provinciale wegen